# Степанкевич Муза Миколаївна
Муза Миколаївна Степанкевич (?, місто Бар Вінницької області — ?) — українська радянська діячка, новатор виробництва, бродильниця, апаратниця Барського спиртового заводу Вінницької області. Депутат Верховної Ради УРСР 6—7-го скликань.

## Біографія
Народилася в родині кочегара Барського спиртового заводу.
Закінчила технікум. Трудову діяльність розпочала бібліотекарем.
З 1950-х років — бродильниця, апаратниця, бригадир апаратників Барського спиртового заводу (спиртодріжджового комбінату) Вінницької області. Ударник комуністичної праці.

## Нагороди
- ордени
- медалі